# Emil Kuklínek
Emil Kuklínek (31. května 1904 Brno – 29. června 1944 Roskilly) byl český palubní technik 311. československé bombardovací perutě.

## Život

### Před druhou světovou válkou
Emil Kuklínek se narodil 31. května 1904 v Brně v rodině železničního zřízence Emiliana Kuklínka a Marie, rozené Pospíchalové, jako čtvrté z jejich šesti dětí. Vychodil tříletou měšťanskou školu, poté dva roky studoval na vyšší průmyslové škole strojní a tři roky na obchodní akademii. Pracoval jako technik ve mlýně v Nitře a jako technický úředník. Absolvoval prezenční vojenskou službu, během které studoval na poddůstojnické škole v Olomouci a dosáhl hodnosti četaře v záloze.

### Druhá světová válka
Po německé okupaci opustil Emil Kuklínek v březnu 1940 Protektorát Čechy a Morava a přes Slovensko, Maďarsko, Jugoslávii, Řecko a Bejrút odešel do Francie, kde byl počátkem května v Agde prezentován u letecké skupiny Československé armády v zahraničí. Po pádu Francie v červnu 1940 se evakuoval do Spojeného království, kde byl přijat do Royal Air Force a jako letecký mechanik-strojař přidělen k 310. československé stíhací peruti. Po přezbrojení 311. československé bombardovací perutě na stroje Consolidated B-24 Liberator vyvstala v roce 1943 potřeba palubních leteckých mechaniků. Emil Kuklínek absolvoval v St Athanu technický a v Manby střelecký výcvik, poté byl 6. února 1944 zařazen k 311. peruti. První operační let absolvoval 21. února téhož roku. Účastnil se protiponorkových hlídkových letů na oceánem. Dne 29. června 1944 startoval k dalšímu operačnímu letu ve stroji Consolidated B-24 Liberator GR Mk.V BZ754 J pod velením Františka Naxery z letiště Predannack v Cornwallu. Letoun během vzletu havaroval a zřítil se u osady Roskilly. Kromě radiotelegrafisty Františka Bebeňka celá posádka zahynula. Pohřben byl na hřbitově v Helstonu. Dosáhl hodnosti rotmistra.

## Posmrtná ocenění
- Emil Kuklínek byl v roce 1991 in memoriam povýšen do hodnosti podplukovníka